# Yvetot-Bocage
Pour les articles homonymes, voir Yvetot (homonymie).
Yvetot-Bocage (prononcé [ivtobokaʒ]) est une commune française située dans le département de la Manche (région Normandie), peuplée de 1 188 habitants.

## Géographie

### Localisation
La commune est au centre de la péninsule du Cotentin. Son bourg est à 3,5 km au sud-ouest de Valognes, à 10 km à l'est de Bricquebec et à 14 km au nord de Saint-Sauveur-le-Vicomte.
Les communes limitrophes sont Saint-Joseph, Lieusaint, Morville, Négreville et Valognes.

### Géologie et relief
Le point culminant (75 m) se situe en limite nord, au lieu-dit la Brique. Le point le plus bas (13 m) correspond à la sortie du Merderet du territoire, au sud-est.

### Hydrographie
Yvetot-Bocage est dans le bassin de la Douve, par deux de ses affluents. La majeure partie, orientale, a ses eaux collectées par le Merderet qui délimite le territoire à l'est et par ses propres affluents dont le ruisseau de Grismarais qui fait partiellement fonction de limite au sud. L'ouest est drainé par le ruisseau du Marais Renard, plus modeste, qui prend sa source dans la commune et rejoint la Douve — appelée à cet endroit l'Ouve — sur le territoire de la commune de Négreville voisine.
La commune est située dans le bassin Seine-Normandie. Elle est drainée par le Merderet, le ruisseau de Grismarais, un bras du Merderet, le cours d'eau 01 de la commune de Yvetot Bocage, le cours d'eau 01 de Village de Percy, le cours d'eau 02 de la commune de Yvetot Bocage, le cours d'eau 04 de la commune d'Yvetot Bocage, le cours d'eau 06 de la commune Yvetot Bocage, le ruisseau du Marais Renard et un autre petit cours d'eau,.
Le Merderet, d'une longueur de 36 km, prend sa source dans la commune de Tamerville et se jette dans la Douve en limite de Beuzeville-la-Bastille et de Sainte-Mère-Église, après avoir traversé 17 communes.

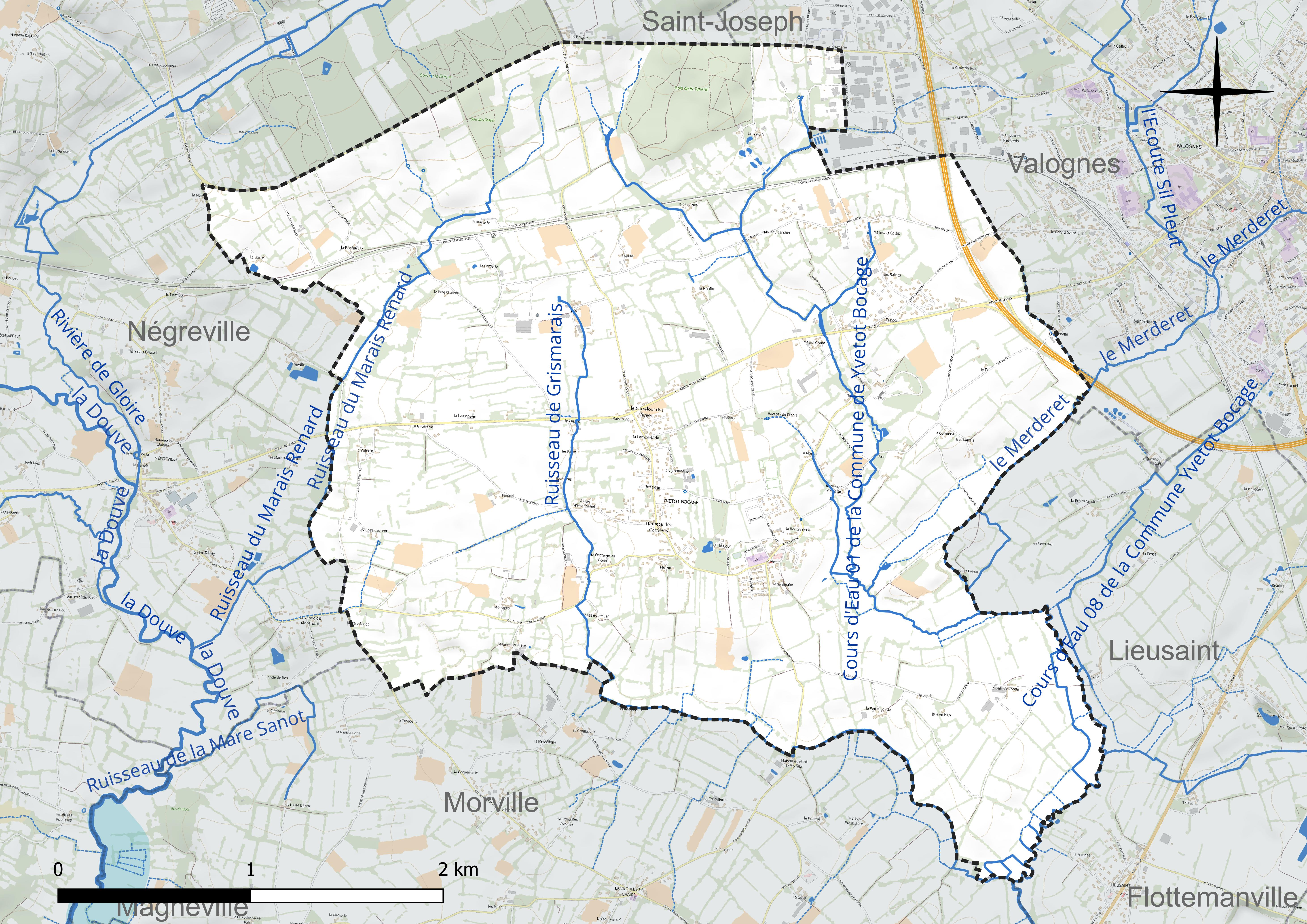
Réseau hydrographique d'Yvetot-Bocage.

### Climat
Pour des articles plus généraux, voir Climat de la Normandie et Climat de la Manche.
En 2010, le climat de la commune est de type climat océanique franc, selon une étude du CNRS s'appuyant sur une série de données couvrant la période 1971-2000. En 2020, Météo-France publie une typologie des climats de la France métropolitaine dans laquelle la commune est exposée à un climat océanique et est dans la région climatique Normandie (Cotentin, Orne), caractérisée par une pluviométrie relativement élevée (850 mm/a) et un été frais (15,5 °C) et venté. Parallèlement le GIEC normand, un groupe régional d’experts sur le climat, différencie quant à lui, dans une étude de 2020, trois grands types de climats pour la région Normandie, nuancés à une échelle plus fine par les facteurs géographiques locaux. La commune est, selon ce zonage, exposée à un « climat maritime », correspondant au Cotentin et à l'ouest du département de la Manche, frais, humide et pluvieux, où les contrastes pluviométrique et thermique sont parfois très prononcés en quelques kilomètres quand le relief est marqué.
Pour la période 1971-2000, la température annuelle moyenne est de 11 °C, avec une amplitude thermique annuelle de 11,3 °C. Le cumul annuel moyen de précipitations est de 921 mm, avec 14 jours de précipitations en janvier et 7,3 jours en juillet. Pour la période 1991-2020, la température moyenne annuelle observée sur la station météorologique la plus proche, située sur la commune de Gonneville-Le Theil à 16 km à vol d'oiseau, est de 11,0 °C et le cumul annuel moyen de précipitations est de 940,4 mm,. Pour l'avenir, les paramètres climatiques de la commune estimés pour 2050 selon différents scénarios d’émission de gaz à effet de serre sont consultables sur un site dédié publié par Météo-France en novembre 2022.

### Milieux naturels et biodiversité
Au nord de la commune existent quelques vestiges de l'ancienne forêt de Brix, avec le bois des Fosses et celui de la Tuilerie, extensions du bois de la Brique (à Négreville).

## Urbanisme

### Typologie
Au 1er janvier 2024, Yvetot-Bocage est catégorisée commune rurale à habitat dispersé, selon la nouvelle grille communale de densité à sept niveaux définie par l'Insee en 2022.
Elle appartient à l'unité urbaine de Valognes, une agglomération intra-départementale regroupant deux  communes, dont elle est une commune de la banlieue,,.
Par ailleurs la commune fait partie de l'aire d'attraction de Cherbourg-en-Cotentin, dont elle est une commune de la couronne,. Cette aire, qui regroupe 77 communes, est catégorisée dans les aires de 50 000 à moins de 200 000 habitants,.

### Occupation des sols
L'occupation des sols de la commune, telle qu'elle ressort de la base de données européenne d’occupation biophysique des sols Corine Land Cover (CLC), est marquée par l'importance des territoires agricoles (89,4 % en 2018), en diminution par rapport à 1990 (92,1 %).
La répartition détaillée en 2018 est la suivante : prairies (58,2 %), terres arables (29,1 %), zones urbanisées (6,4 %), forêts (3,5 %), zones agricoles hétérogènes (2,1 %), zones industrielles ou commerciales et réseaux de communication (0,7 %).

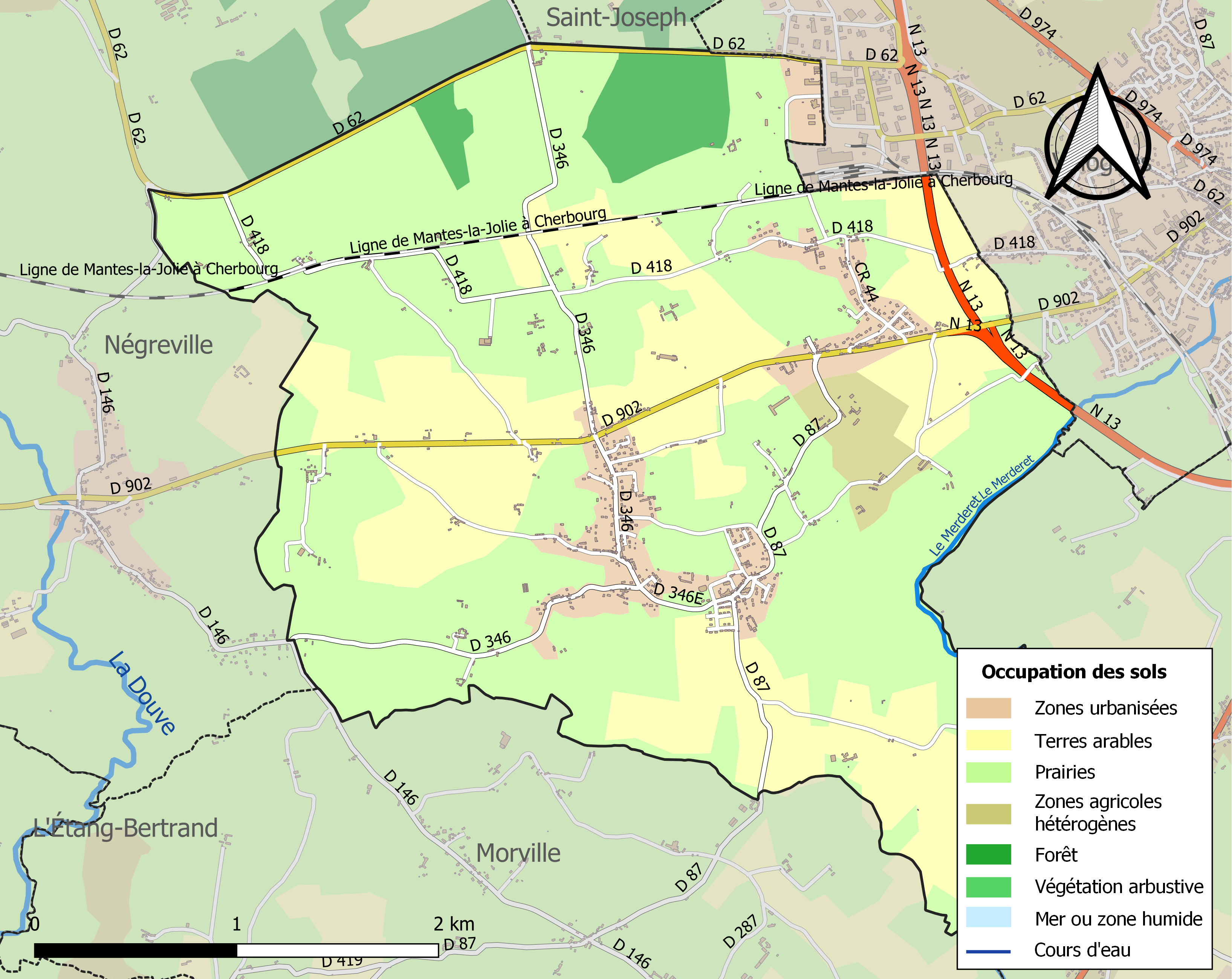
Carte des infrastructures et de l'occupation des sols de la commune en 2018 (CLC).

L'évolution de l’occupation des sols de la commune et de ses infrastructures peut être observée sur les différentes représentations cartographiques du territoire : la carte de Cassini (XVIIIe siècle), la carte d'état-major (1820-1866) et les cartes ou photos aériennes de l'IGN pour la période actuelle (1950 à aujourd'hui).

### Lieux-dits et écarts
Les principaux lieux-dits et écarts sont :
- la Barre, la Basfeuille (manoir), Bas-Marais, la Brique ;
- le Carrefour des Vergers, Hameau des Carrières, le Petit Château, la Chaussée, la Cointerie, la Cour (manoir), le Coutre, la Croix Blanche, le Clos du Puits ;
- les Dours ;
- le Hameau de l'École, l'Épiscopat (manoir) ;
- Fenard, la Fontaine aux Cœurs, la Fontenelle (manoir), les Fosses (bois) ;
- la Garderie, la Girotterie, Grismarais ;
- Hameau Gallis, Hameau Larcher, le Hameau ès Pages, la Haulle (manoir), la Houtevillerie ;
- la Lamberterie, la Lande (manoir), la Lande de Millières, la Londe, la Petite Londe, la Grande Londe (manoir), la Lysonnerie ;
- Maisons Gargatte, Maison Vignon, le Manoir (manoir), la Mare, les Mares, la Marterie, Mesnil Grand (très beau manoir), Montigny (manoir), Muray ;
- la Planche Gargatte ;
- le Séminaire (belle maison), Servigny (château inscrit) ;
- le Tot, Toves, la Tuilerie (manoir et bois) ;
- la Valette (manoir), la Vautière, Vic, la Vicquerie, la Vignonerie, Village Bouteiller, Village d'Henrionnet, Village Laurent, Village des Saints.

## Toponymie
Le nom de la localité est attesté sous les formes Yvetot et Ivetot en 1056, Ivetooht, Ivetoht et Ivetoth vers 1180, Ivetot en 1203,.
Il s'agit d'une formation médiévale en -tot, appellatif toponymique normand issu du norrois topt, toft, devenu -toht dans les plus anciens documents (cf. Yvetot, Seine-Maritime, Ivetoht 1025-1026). L'élément Yve- représente le nom de personne germanique continental Ivo ou norrois Ívarr par attraction paronymique du précédent, peut-être par le biais d'une forme *Ivi hypothétique. Ivo explique les prénoms et patronymes Yves et Yvon, bien attestés en Normandie, et Ívarr, le patronyme Yver centré sur la Normandie encore au début du XXe siècle. On les retrouvent dans Yvetot, Yvecrique, La Chapelle-Yvon, Boisyvon, etc.,,.
Yvetot a reçu le déterminant complémentaire -Bocage en 1919 pour la différencier d'autres Yvetot de Normandie.
Les noms des hameaux : la Brique, Grismarais, la Haulle, la Londe, Gargatte, la Mare, le Tot, Toves, Vic, sont d'origine norroise.

## Histoire
Riche terroir situé à proximité de Valognes, la commune d'Yvetot-Bocage est pourvue d'un nombre important de belles maisons, notamment en raison des carrières de pierre calcaire, exportées dans tout le Cotentin depuis plusieurs siècles.
La « pierre d'Yvetot » a été employée depuis le XIe siècle sous le nom de « calcaire de Valognes » pour la construction de la plupart des églises et manoirs de la région. À partir du XVe siècle, on l'utilise notamment pour l'ornement extérieur et intérieur des maisons (cheminées, ouvertures), là ou l'on n'utilise pas le granite, de taille plus difficile. La pierre d'Yvetot a été utilisée jusqu'au XXe siècle.

### Temps modernes
En 1567, Jean de La Luthumière, écuyer, baron, de La Luthumière (Brix), sieur de La Haye-d'Ectot, Le Buisson à Besneville, de Mons à Yvetot-Bocage et d'Yvetot, est taxé pour ses fiefs de 65 livres dans le rôle des nobles et roturiers, au titre du ban et de l'arrière ban de la vicomté de Coutances, réalisé par Gilles Dancel, seigneur d'Audouville, lieutenant général du bailli de Cotentin, tenu à Coutances les 20-22 octobre. Les fiefs de Mons et d'Yvetot valait chacun un huitième de fief de haubert, et était tous deux tenu du roi sous la vicomté de Valognes.
Dans le même rôle, Pierres Potier, sieur de la Londe, est taxé de 4 livres. Le fief de la Londe à Yvetot, qui valait un sixième de fief de haubert, était tenu du fief de Sottevast et en arrière fief de la baronnie d'Orglandes. De même, les tuteurs du fils mineur de Jehan Marye, sieur d'Allefontaine, sont taxés de 20 solz pour le fief d'Allefontaine à Yvetot, qui valait un huitième de fief de haubert et était tenu du fief de Chiffrevast, et, Pierre Le Poictevin, écuyer, sieur de la Basseule (Basfeuille) est taxé de 50 solz. Le fief de la Bassseule à Yvetot-Bocage qui valait un huitième de fief de haubert et était tenu du roi, avait une extension sur Négreville.
Au XVIIe siècle, le bourg est la possession de la famille de La Luthumière. À la mort de Marie Françoise Le Tellier de La Luthumière (1625-1685), sa fille, Catherine-Thérèse Goyon de Matignon (1662-1699), reçoit les seigneuries d'Yvetot, de la Haye-d'Ectot et de Carteret.

### Époque contemporaine
C'est à Yvetot-Bocage qu'est signée le 26 juin 1944 la reddition de Cherbourg reçue par le général américain Lawton Collins, commandant du VIIe corps d'armée américain qui avait installé son PC au château de Servigny, du général allemand Karl-Wilhelm von Schlieben, commandant la forteresse de Cherbourg, et du contre-amiral Hennecke.

## Politique et administration
| Période                                  | Période  | Identité                          | Étiquette | Qualité           |
| ---------------------------------------- | -------- | --------------------------------- | --------- | ----------------- |
| 1780                                     | 1790     | Michel de La Barre                |           |                   |
| 1790                                     | 1792     | André Hallot                      |           |                   |
| 1792                                     | 1804     | Nicolas Basley                    |           |                   |
| 1804                                     | 1816     | Joseph Leveel de La Haulle        |           |                   |
| 1816                                     | 1820     | Édouard Abasquene de Parfouru     |           |                   |
| 1820                                     | 1834     | Pierre Varin                      |           |                   |
| 1834                                     | 1859     | Louis Navet-Desvallées            |           |                   |
| 1859                                     | 1876     | Jean Regnouf                      |           |                   |
| 1876                                     | 1884     | Clément Navet                     |           |                   |
| 1884                                     | 1889     | Marin Hallot                      |           |                   |
| 1889                                     | 1897     | Bon Herequin                      |           |                   |
| 1897                                     | 1919     | Octave Picot                      |           |                   |
| 1919                                     | 1926     | Joseph Alexandre                  |           |                   |
| 1926                                     | 1937     | Alexandre Langlois                |           |                   |
| 1937                                     | 1944     | Joseph Marc Abasquene de Parfouru |           |                   |
| 1944                                     | 1966     | Jules Langlois                    |           |                   |
| 1966                                     | 1973     | Pierre Couppey                    |           |                   |
| 1973                                     | 2001     | Raymond Passilly                  |           |                   |
| 2001                                     | En cours | Alain Croizer                     | SE        | Agent de maîtrise |
| Les données manquantes sont à compléter. |          |                                   |           |                   |

Le conseil municipal est composé de quinze membres dont le maire et trois adjoints.

## Population et société
Les habitants de la commune sont appelés les Yvetotais.

### Démographie
L'évolution du nombre d'habitants est connue à travers les recensements de la population effectués dans la commune depuis 1793. Pour les communes de moins de 10 000 habitants, une enquête de recensement portant sur toute la population est réalisée tous les cinq ans, les populations de référence des années intermédiaires étant quant à elles estimées par interpolation ou extrapolation. Pour la commune, le premier recensement exhaustif entrant dans le cadre du nouveau dispositif a été réalisé en 2004.
En 2022, la commune comptait 1 188 habitants, en évolution de +5,51 % par rapport à 2016 (Manche : −0,31 %, France hors Mayotte : +2,11 %).
Yvetot a compté jusqu'à 1 253 habitants en 1846.
| 1793  | 1800  | 1806  | 1821  | 1831  | 1836  | 1841  | 1846  | 1851  |
| ----- | ----- | ----- | ----- | ----- | ----- | ----- | ----- | ----- |
| 1 062 | 1 185 | 1 185 | 1 211 | 1 235 | 1 237 | 1 202 | 1 253 | 1 208 |

| 1856  | 1861  | 1866  | 1872 | 1876  | 1881 | 1886 | 1891 | 1896 |
| ----- | ----- | ----- | ---- | ----- | ---- | ---- | ---- | ---- |
| 1 126 | 1 137 | 1 025 | 980  | 1 026 | 981  | 885  | 874  | 856  |

| 1901 | 1906 | 1911 | 1921 | 1926 | 1931 | 1936 | 1946 | 1954 |
| ---- | ---- | ---- | ---- | ---- | ---- | ---- | ---- | ---- |
| 827  | 801  | 807  | 689  | 708  | 700  | 664  | 742  | 804  |

| 1962 | 1968 | 1975 | 1982 | 1990  | 1999  | 2004  | 2006  | 2009  |
| ---- | ---- | ---- | ---- | ----- | ----- | ----- | ----- | ----- |
| 822  | 770  | 771  | 795  | 1 044 | 1 027 | 1 022 | 1 007 | 1 111 |

| 2014  | 2019  | 2022  | - | - | - | - | - | - |
| ----- | ----- | ----- | - | - | - | - | - | - |
| 1 115 | 1 182 | 1 188 | - | - | - | - | - | - |

### Manifestations culturelles et festivités
- Fête patronale, le 23 avril ou le dimanche suivant.

### Sports et loisirs
Le Football Club d'Yvetot-Bocage fait évoluer une équipe de football en division de district.

### Cultes

#### Culte catholique
Yvetot-Bocage relève du diocèse de Coutances et Avranches. Avant 1801, la paroisse relevait de l'ancien diocèse de Coutances puis de l'éphémère diocèse de la Manche.
L'ancienne paroisse catholique d'Yvetot, qui était à l'origine de la commune actuelle, a été supprimée en 1995. Yvetot relève désormais de la nouvelle paroisse de Valognes. L'église reste toutefois église paroissiale, au même titre que les autres églises des anciennes paroisses.

## Culture locale et patrimoine

### Lieux et monuments

#### Église paroissiale

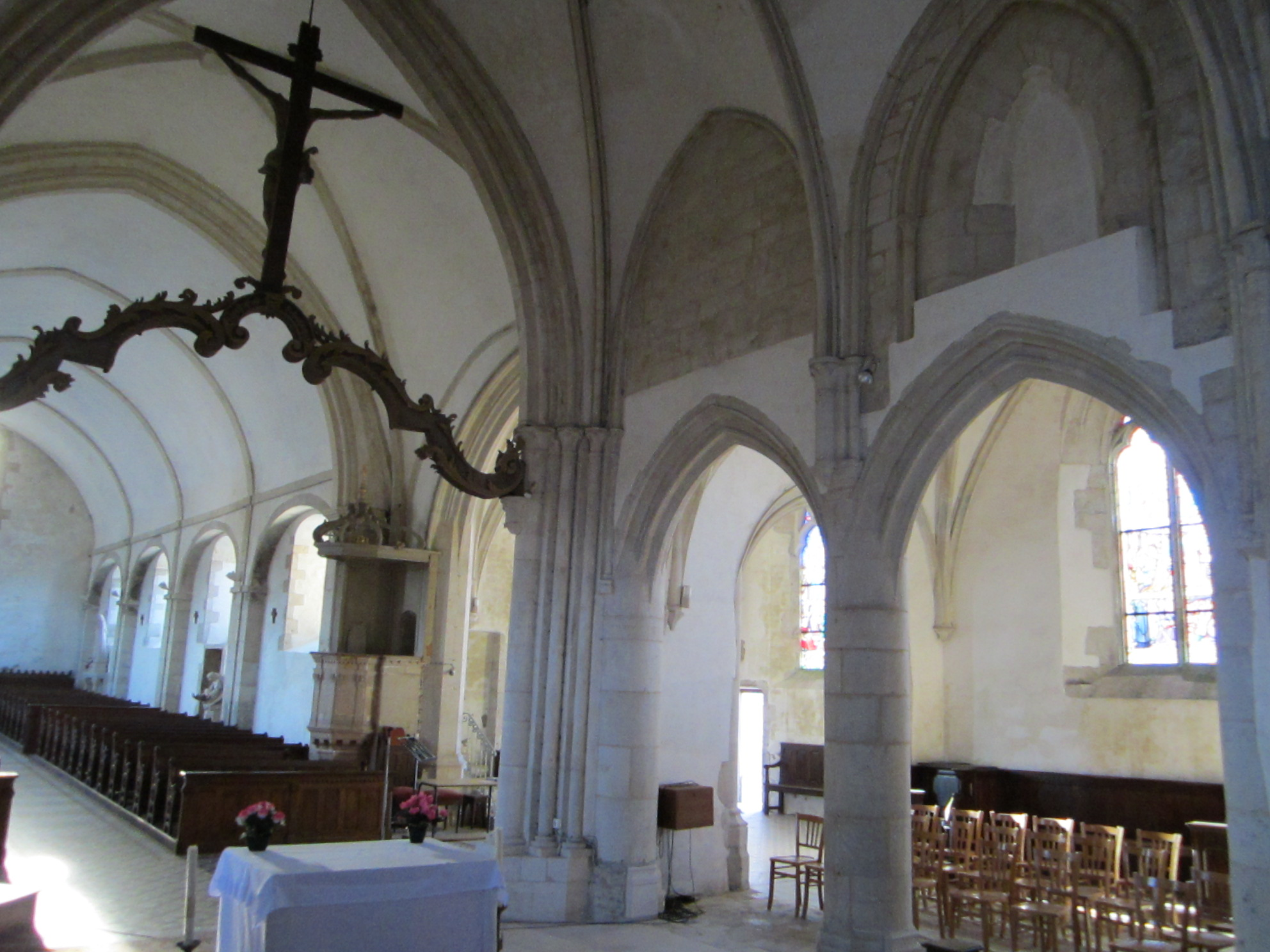
Vue intérieure de l'église.

L'église Saint-Georges des XIIIe, XVe – XVIIIe siècles, classée au titre des monuments historiques par arrêté du 27 décembre 1973,  possède un chœur voûté du XIIIe siècle bordé de collatéraux du XVe. La nef a été entièrement reconstruite au XVIIIe siècle, l'avant-porche est gothique.
L'édifice abrite les statues de sainte Catherine d'Alexandrie du XVIe de saint Laurent du XVIIIe, une poutre de gloire au niveau de l'arc triomphal, une chaire à prêcher du XVIIe, un christ en croix du XVIIIe, une Vierge à l'Enfant du XVIe et un coffret et trois ampoules aux saintes huiles du XVIIIe, classées au titre objet aux monuments historiques, ainsi que des fonts baptismaux en pierre calcaire d'Yvetot et son couvercle en bois de chêne, de la fin du XVIIIe ou début XIXe siècle.
Le clocher est du XIIIe siècle. Chapelle particulière datée de 1645, ajoutée à l'église.

#### Châteaux et manoirs

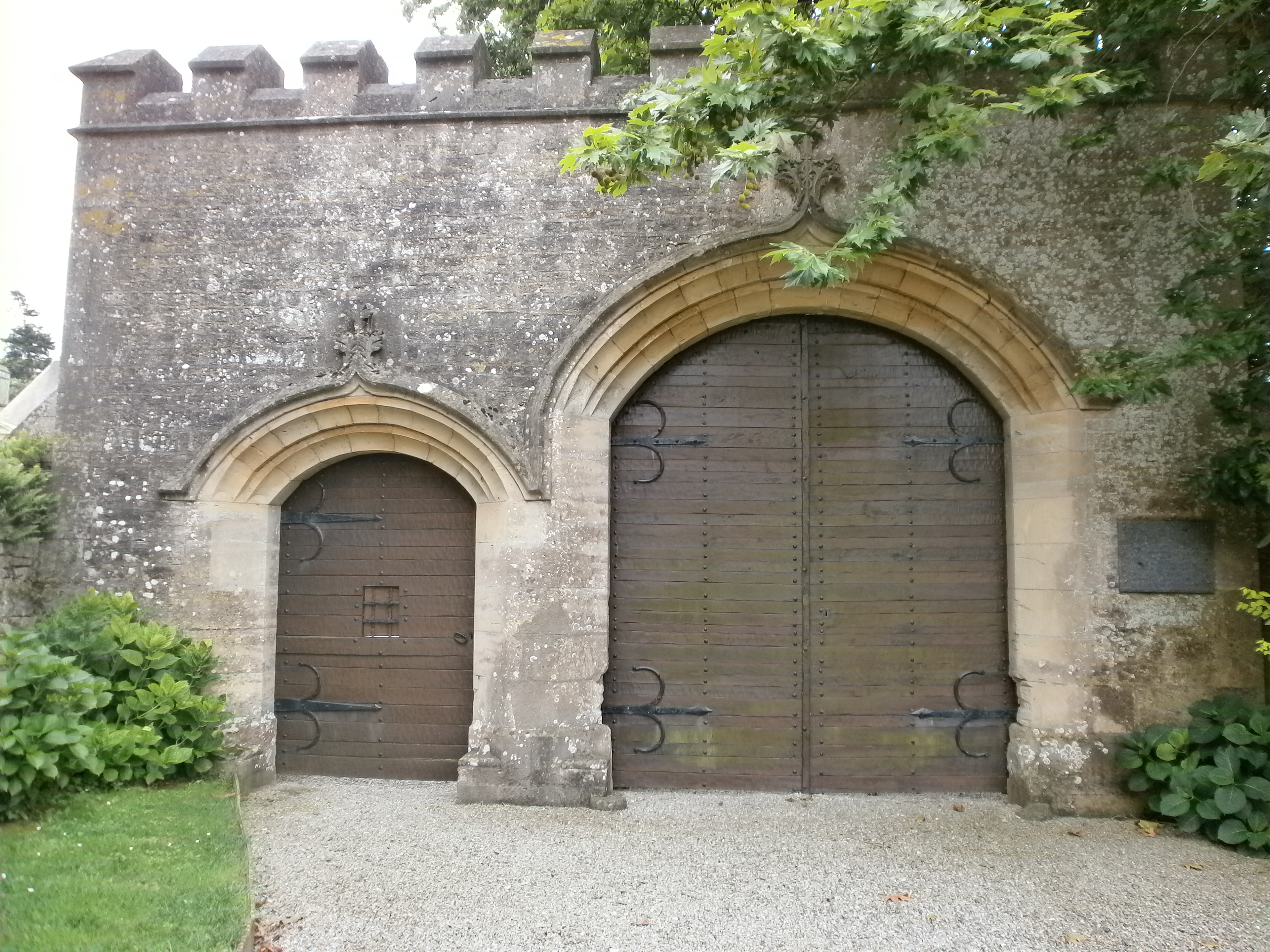
Le portail du château de Servigny.

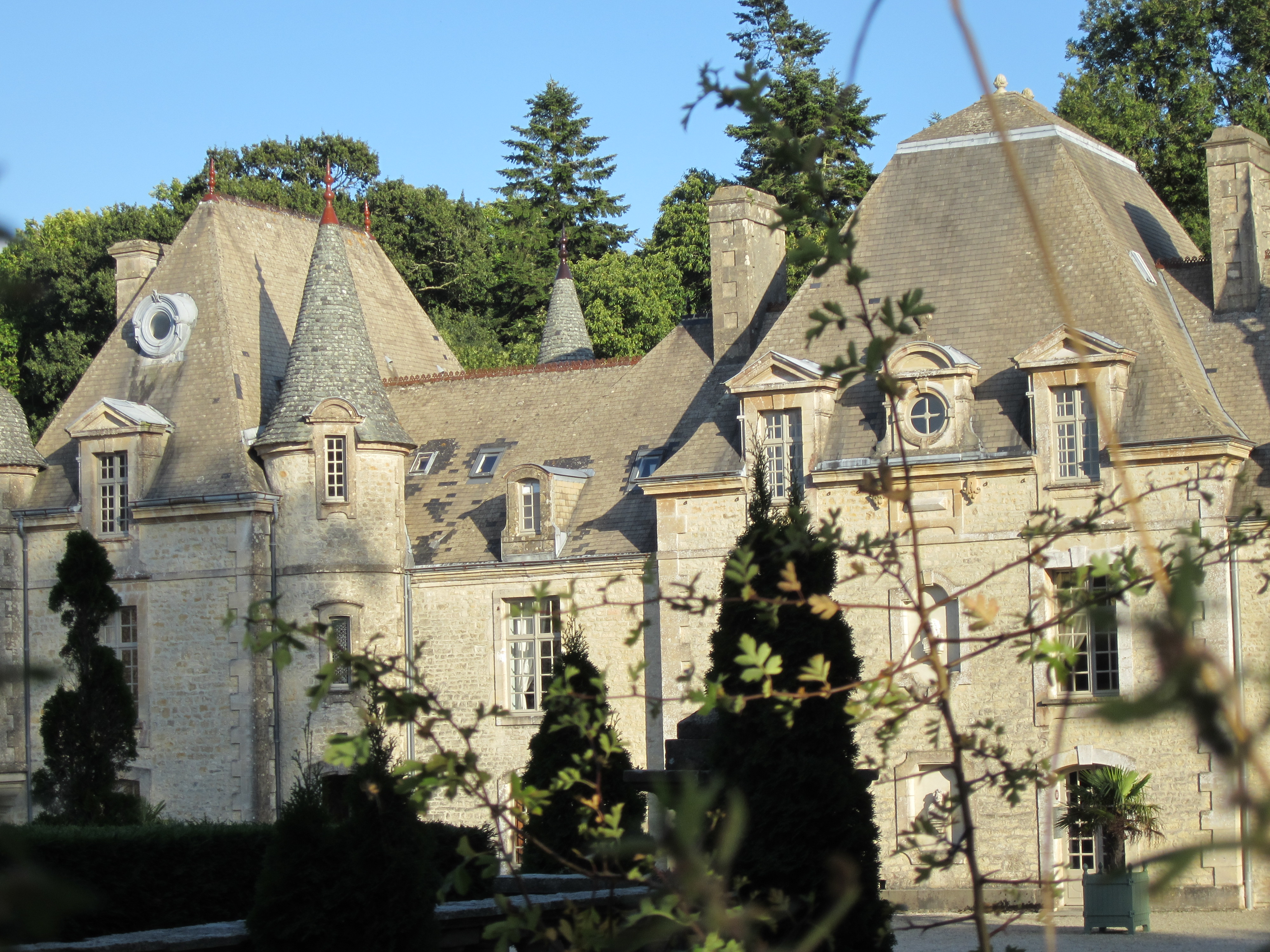
Le château de Servigny.

- Château de Servigny des XVIe, XVIIe – XIXe siècles, bâti sur des vestiges gallo-romains. Il fut reconstruit au XIXe siècle en un véritable château et est partiellement inscrit au titre des monuments historiques par arrêté du 7 novembre 1979[46].

La seigneurie de Servigny appartenait au XIVe siècle à la famille Meurdrac, puis au XVIIe siècle à celle des Plessart. Jules Barbey d'Aurevilly y situe l'action de son roman Le bonheur dans le crime (paru en 1874). et il est le lieu de la signature du traité de Servigny en 1944.
- Manoir de Mesnilgrand construit au XVIIe siècle dans le style Renaissance cotentinaise, comme aux châteaux de Sotteville et de Crosville-sur-Douve. Transformé en exploitation agricole. Manoir du début du XVIIe siècle[47] avec ses lucarnes en œil-de-bœuf et ses cinq cheminées, qui s'éclaire par des fenêtres pour la plupart surmontées d'un fronton triangulaire à meneaux dont la pierre est dite à la Crosville. L'entrée du domaine est encadrée de deux poteaux imposants couronnés d'une boule. En 1640, il est la demeure de Jean de Varin, fils d'un lieutenant général de l'élection de Valognes, qui y vit avec son épouse Catherine du Quesnay. À la fin du XVIIe siècle, il est la possession de la famille Gallis de Mesnilgrand, famille d'officier de robes de Valognes[Note 6],[37].
- Manoir d'Azir du XVIIIe siècle, ayant appartenu à Félix Vicq d'Azyr (1748-1794), médecin, membre de l'Académie française.
- La Cour d'Yvetot XVIIe siècle, ancien manoir seigneurial. Au-dessus de la porte d'entrée de la maison manable, une pierre calcaire sculptée insérée porte un écu martelé ou usé, supporté par deux lions affrontés et timbré d'un casque posé de profil senestre, signe de bâtardise. Les armes qui sont figurées sont celle de la famille Le Tellier de La Luthumière : d'argent à la croix de gueules cantonnée de quatre lionceaux de sable[48].
- Manoir-ferme de La Grande Londe du XVIIIe siècle.
- Manoir de la Tuilerie, construit en 1810.
- Manoir de la Basfeuille du XIIIe siècle, demeure des archidiacres du Cotentin.
- L'Épiscopat, ancien manoir des évêques de Coutances[réf. nécessaire].
- Manoir de Montigny, construit dans les années 1654-1656.
- Manoir de la Haulle du XVIIIe siècle.
- Manoir de la Fontenelle du XVIIe siècle.

#### Autres lieux et monuments
- Le Séminaire, ancien séminaire[réf. nécessaire].
- Croix de chemin dites la Croix Blanche du XVIIIe siècle, croix du Manoir du XVIIIe siècle et croix de cimetière du XVIIIe siècle.
- Labyrinthe végétal.